# オアシス (2024年の映画)
『オアシス』は、2024年11月15日に公開された日本映画。監督は本作が長編映画デビュー作となる岩屋拓郎、主演は清水尋也と高杉真宙、ヒロインに伊藤万理華。R15+指定。
青春時代を共に過ごした親友同士だった2人の男がすれ違い、社会からはみ出してしまい、アウトローの世界で必死に「居場所と存在」を求め、葛藤しながらもぶつかり合う姿が描かれる。
撮影は愛知県名古屋市と一宮市で行われた。

## キャスト

### 主要人物
富井ヒロト
演 - 清水尋也
菅原組の構成員となり、組長に認められて組織で頭角を現していく。
金森とは幼なじみで親友だったが、ある事件がもとですれ違い、やがて敵対関係になる。
金森
演 - 高杉真宙（幼少期：永原諒人）
犯罪組織でケンカや裏家業に明け暮れ、菅原組もうかつに手を出せないほどの異名をとどろかせる。
紅花
演 - 伊藤万理華
ヒロトと金森の幼なじみ。数年前の事件がもとで記憶喪失になり、何も思い出せないまま2人に巻き込まれていく。

### 菅原組
ヒロトが所属する暴力団。
菅原タケル
演 - 青柳翔
組長の一人息子。
犬咲
演 - 津田寛治
幹部。
若杉
演 - 窪塚俊介
幹部。ヒロトの兄貴分。
組長
演 - 小木茂光
組長。

### 犯罪組織
菅原組と対立する組織。金森が関係する。
木村
演 - 松浦慎一郎
金森と親しい犯罪組織のボス。
アンナ
演 - 杏花
木村の娘。
三井
演 - 林裕太
木村一味の若手。

## スタッフ
- 監督・脚本 - 岩屋拓郎[2]
- 製作 - 藤本款、前信介、直井卓俊[2]
- プロデューサー - 前信介[2][3]
- 共同プロデューサー - 秋山智則、直井卓俊[2][3]
- 撮影 - 池田直矢[2]
- 照明 - 舘野秀樹[2]
- 録音・整音・音響効果 - 岸川達也[2]
- 編集 - 陳詩婷[2]
- VFX - 三輪航大[2]
- 衣装 - 村田野恵[2]
- ヘアメイク - 楮山理恵[2]
- 特殊メイク - 下畑和秀[2]
- 助監督 - 山田卓司[2]
- 制作担当 - 塚村悦郎[2]
- アシスタントプロデューサー - 池添康子[2]
- アクション監督 - 小原剛[2]
- キャスティング - 伊藤尚哉[2]
- スチール - 久保田智[2]
- 宣伝 - 貝塚千恵
- 音楽 - 池永正二[2][3]
- 劇中音楽 - hokuto[2][3]
- アソシエイトプロデューサー - 小宮誠[2][3]
- 配給・宣伝 - SPOTTED PRODUCTIONS[2][3]
- 製作幹事 - クロックワークス[3]
- 共同幹事・制作プロダクション - グラスゴー15[3]
- 製作 -「オアシス」製作委員会（クロックワークス、グラスゴー15、SPOTTED PRODUCTIONS、岩谷組）